# Luigi R. Einaudi
Luigi R. Einaudi (Cambridge, Massachusetts; 1 de marzo de 1936) es un diplomático estadounidense.

## Biografía
Asumió el puesto de secretario general de la Organización de Estados Americanos (OEA) en octubre de 2004 después de la renuncia del secretario general Miguel Ángel Rodríguez. Ha sido secretario general asistente desde su elección para ese puesto en junio de 2000 votado 27 a 7 por los Estados miembros en la 30.ª sesión regular de la Asamblea General de la OEA, llevada a cabo en Windsor, Ontario, Canadá.
Anteriormente se había desempeñado como embajador de los Estados Unidos ante la OEA.